# Почуття (фільм)
«Почуття» (італ. Senso) — кольорова (техніколор) історична мелодрама італійського режисера Лукіно Вісконті 1954 року, заснована на однойменній повісті Камілло Бойто (1882, зразок мистецького напрямку  скапільятури).
Дія фільму розгортається у Венеції, Вероні і на палладійській віллі Годі напередодні, під час і після другої битви при Кустоці.

## Сюжет
Події відбуваються в 1866 році за часів боротьби за об'єднання Італії. Графиня Лівія Серп'єрі (Аліда Валлі), що мешкає в окупованій австрійцями Венеції, підтримує італійських патріотів, серед яких важливу роль відіграє її кузен маркіз Роберто Уссоні (Массімо Джіротті). Якось під час оперної вистави «Трубадура» після проспіваних з сцени слів «До зброї»! маркіз вступає в суперечку з австрійським лейтенантом Францом Малером. (Фарлі Грейнджер).
Графиня, намагаючись не допустити дуелі, знайомиться з лейтенантом, проте після закінчення опери її кузена беруть під варту і засуджують до заслання. Відвідуючи його у в'язниці, Лівія знову зустрічає Франца, який береться проводити її додому. У результаті вони гуляють всю ніч безперервно, і між ними спалахує пристрасть. Тим часом політична ситуація загострюється: Пруссія готова вступити в війну з Австрією на стороні Італії, і Франц повинен вирушити на поле битви. Графиня полишає свій маєток, щоб зустрітися з Францом у Вероні, і застає його у вирі розпусти. Він цинічно зізнається їй, що ніколи не кохав її, а зближувався з нею лише заради її багатства. Збожеволівши від горя, графиня видає його комендантові міста як дезертира, і його засуджують до розстрілу.

## В ролях
| Актор             | Роль                   |
| ----------------- | ---------------------- |
| Аліда Валлі       | графиня Лівія Серп'єрі |
| Фарлі Грейнджер   | лейтенант Франц Малер  |
| Гайнц Моог        | граф Серп'єрі          |
| Ріна Мореллі      | Лаура, покоївка        |
| Марчела Маріані   | Клара, проститутка     |
| Массімо Джіротті  | маркіз Роберто Уссоні  |
| Голіарда Сапієнца | патріотка              |
| Кристіан Маркан   |                        |

## Виробництво

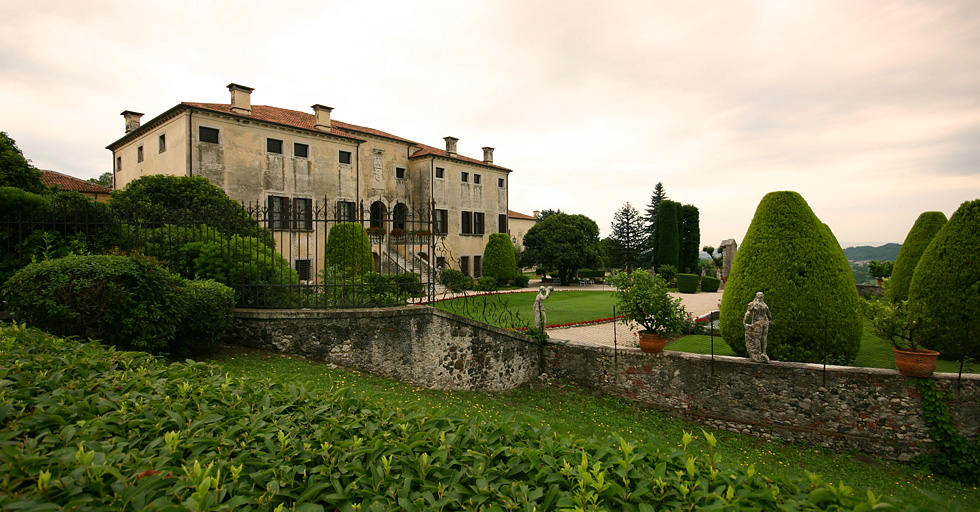
Ренесансна вілла Годі представлена у фільмі як заміський будинок графа Серп'єрі

Спочатку Вісконті запросив на головні ролі Інгрід Бергман і Марлона Брандо. Участі Бергман у проєкті заперечував її чоловік Роберто Росселліні. Після відмови Бергман інтерес до «Кустоцу» (робоча назва фільму) втратив і Брандо.
Під час роботи над картиною талановитий оператор Альдо Граціаті загинув в автомобільній аварії. На знімальному майданчику Вісконті асистували Франко Дзефіреллі і Франческо Розі. Авторська версія фільму закінчувалася тим, що графиня безцільно тиняється вулицями Верони, де до неї пристає п'яна солдатня. За наполяганням італійської влади була знята життєствердніша і патріотичніша кінцівка.
За межами Італії фільм демонструвався в сильно скорочених версіях, британська іменувалася «Гуляща графиня» (The Wanton Contessa). Діалоги англомовної версії належать Теннессі Вільямсу і Полу Боулзу. З часом текнікольоровий оригінал сильно зблякнув, через що фільм став рідкістю, і був відомим порівняно небагатьом кінофілам. Над його відновленням працювали архівісти з Болоньї. Версія з відреставрованими кольорами вийшла 2011 року на DVD завдяки компанії Criterion.

## Нагороди та номінації
- 1954 — участь у конкурсній програмі Венеційського кінофестивалю (Лукіно Вісконті)
- 1955 — премія «Срібна стрічка» Італійського національного синдикату кіножурналістів за найкращу операторську роботу (Альдо Граціаті, посмертно)